# Освіта в Болгарії

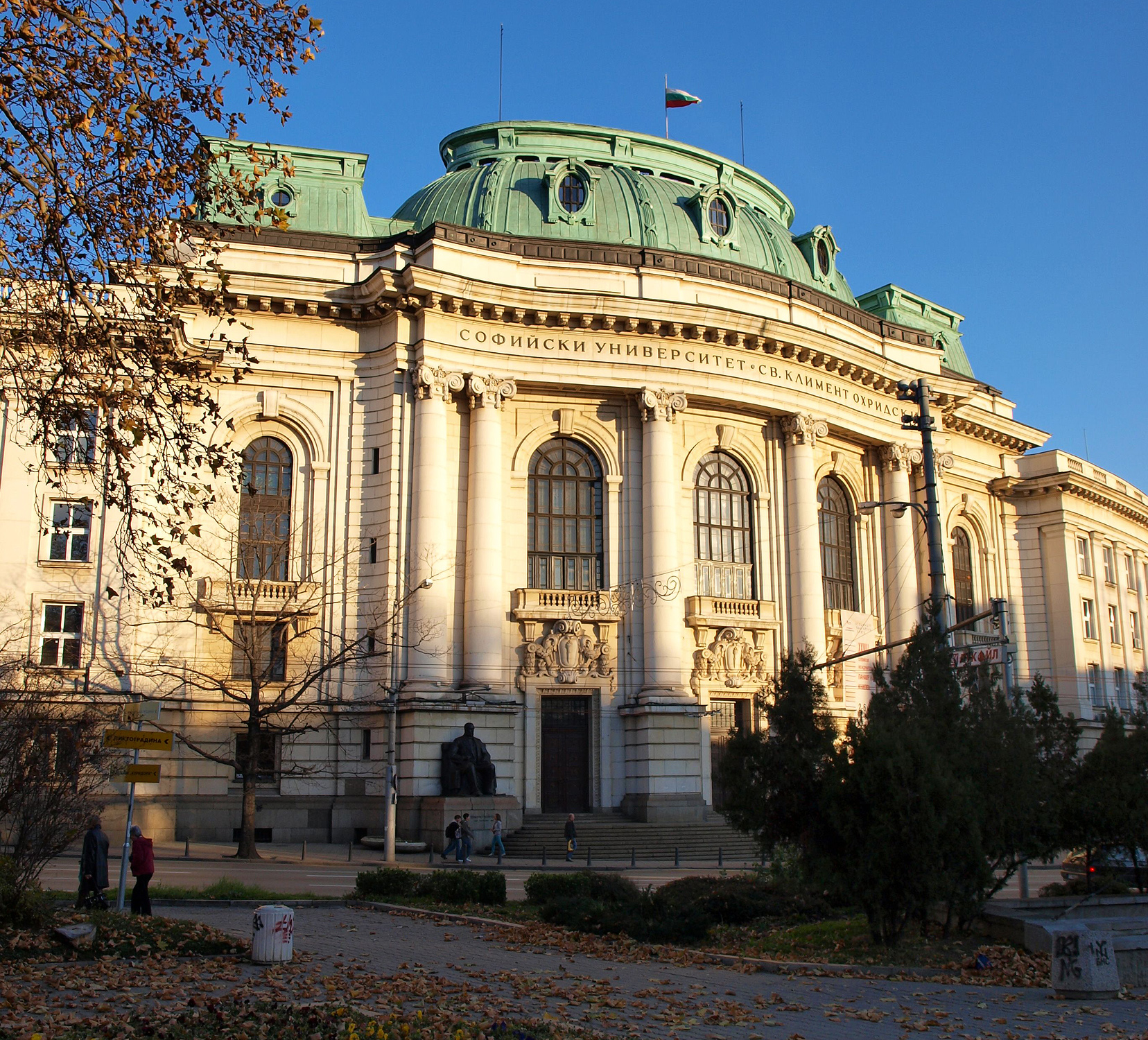
Університет в Софії

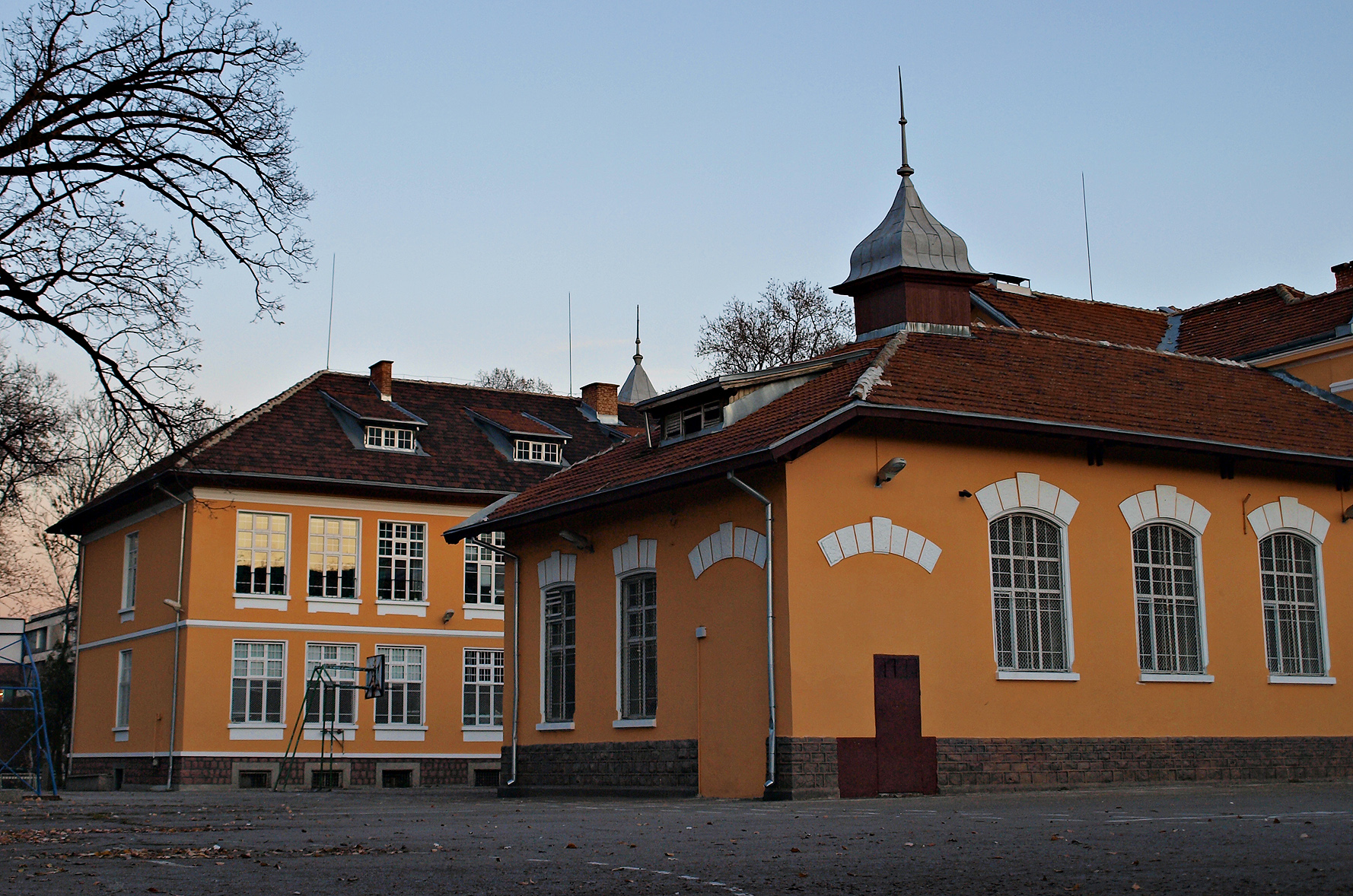
Школа в Софії

Освіта в Болгарії знаходиться під наглядом Міністерства освіти і науки. З 2012 року обов'язкова освіта включає два роки в початковій школі (як правило, починаючи з 5 років). Освіта є обов'язковою до віку 16 років. Освіта в державних школах безкоштовна, крім вищих навчальних закладів, коледжів та університетів. Система вищої освіти Болгарії була повністю реорганізована в середині 1990-х років. У період з 1995 по 2002 рік кількість випускників вищих навчальних закладів зросла з 33 000 до 50 000. У 2002 році в університеті функціонувало близько 42 вищих навчальних закладів, було зараховано 215,7 тис. студентів. У 2003 році близько 4,9% державного бюджету Болгарії було присвячено освіті. Дипломи, видані болгарськими освітніми установами після 1 січня 2007 року (день приєднання Болгарії до Європейського Союзу), визнаються в усіх країнах ЄС.
Болгарська мова є офіційною мовою в дитячих садках і школах. Навчання в школах створює умови для засвоєння літературної болгарської мови. Школярі, для яких болгарська мова не є рідною, мають право вивчати свою національну мову в общинних школах під захистом і під контролем держави.

## Історія болгарської освіти
Перші школи Болгарії були відкриті у 8 столітті царем Борисом I і царем Симеоном Великим.Також в цей період  в Охриді та Преславі було створено два відомі університети, лише в Охриді навчалося більше 3000 студентів.
Сучасні школи почали відкриватися на початку 19 століття (під час національного відродження) спочатку для хлопців, а пізніше для дівчат. Ці школи забезпечували лише базову освіту, такі як читання, письмо та загальна арифметика. Студенти, які бажали продовжити свою освіту, були змушені навчатися за кордоном. Після того, як Болгарія скасувала турецьке ярмо в 1878 році, вона почала закладати початки своєї освітньої системи. У 1878 році уряд прийняв тимчасовий закон про національні школи. Цей закон стимулював створення шкіл у селах. Однак багато селян не дозволяли своїм дітям відвідувати школу, оскільки вважали, що освіта не має відношення до селянського життя. Крім того, в період 1878 - 1918 рр. були створено декілька університетів. У час Балканських воєн (1912-1913 рр.) та Першої світової війни в Болгарії був порушений навчальний процес. Проте до середини 1920-х років функціонування шкіл було відновлено.
Протягом комуністичної епохи Радянський Союз мав великий вплив на систему освіти в Болгарії. Була введена нова форма навчання. Пріоритет гуманітарних наук був замінений поглибленим технічним навчанням. У 1979 році Живков створив єдину середню політехнічну школу, яка складалася з дванадцяти класів, основна увага приділялася технічним дисциплінам. Після закінчення епохи Живкова  Болгарська освітня система була повністю реконструйована. Уряд прагнув деполітизувати систему та враховувати думки інших.

## Структура навчальної системи

### Дошкільна освіта
Дошкільна освіта охоплює дітей віком від 3 до 6-7 років, які необов'язково відвідували дитячий садок, проте з вимогою, що до початку навчання в школі діти повинні пройти дворічну дошкільну освіту. Ці два роки обов'язкової дошкільної освіти можуть бути присутніми або в дитячому садку, або в підготовчих групах початкових шкіл. У 2007-2008 навчальному році 74.8% дітей у віці 3-6 років були зараховані до дитячих садків.
During the school year 2007/2008, 74.8% of children aged 3–6 years were enrolled in kindergartens.

### Початкова освіта
Початкова освіта  включає в себе 1-7 класів. Діти зазвичай починають навчання у віці 7 років, але можуть починати з 6 років з дозволу батьків. Свідоцтво про початкову освіту та сертифікат для середньої освіти отримують після успішного завершення 4-го та 7-го класів. Середні школи використовують бал  сертифікату, як основний критерій при вступі.

### Середня освіта
Середня освіта включає вибіркові загальноосвітні та професійно-технічні школи. Допуск до загальноосвітніх шкіл базується на ,балах з вступних іспитів, як правило, з літератури та математики, а також балів початкової школи. Студенти можуть поступити до середньої школи після успішного завершення 7 або 8 класів. Зазвичай, ті, хто бажає вивчати мови, математику або інформатику, поглиблено ставляться до середньої школи після 7 класу. Студенти, які закінчили середню школу, повинні пройти випускні іспити на болгарській мові.

### Вища освіта
Серед різновидів вищих навчальних закладів є університети, коледжі та спеціалізовані вищі школи. Університети, як і в більшості країн світу, мають три етапи: бакалавр, магістр та докторантура. Етап навчання на бакалавраті триває щонайменше чотири роки, а аспірантура триває п'ять років після закінчення середньої освіти або через рік після отримання ступеня бакалавра. Третій етап вищої освіти призводить до отримання ступення доктора наук. 

## Оцінювання
Система оцінювання базується на балах, де 6 - найвищий, а 2 - найнижчий бал, який може отримати студент, 6 - відмінно, 5 - дуже добре, 4 - добре, 3 - задовільно, 2 - погано.

## Грамотність
У 2003 р. Показник грамотності Болгарії оцінювався в 98,6%, причому приблизно однаковий показник для обох статей. Болгарія традиційно мала високі освітні стандарти. У посткомуністичну епоху низький рівень фінансування та низький рівень моралі вчителів завдають шкоди системі навчання, зокрема, у професійній підготовці. Дотримання класичних методів навчання не сприяє розвитку в деяких технічних областях. Поточна система освіти, запроваджена в 1998 році, має 12 класів. У 2003 році один рік дошкільної освіти став обов'язковим, а в 2012 році це було продовжено до двох обов'язкових років дошкільної освіти.

## Дивись також
- Освіта в Європейському Союзі
- Категорія:Університети Болгарії